# Indus-völgyi civilizáció

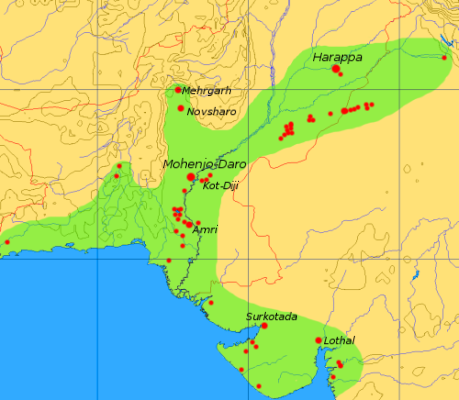
Az Indus-völgyi civilizáció kiterjedése és fontosabb városai

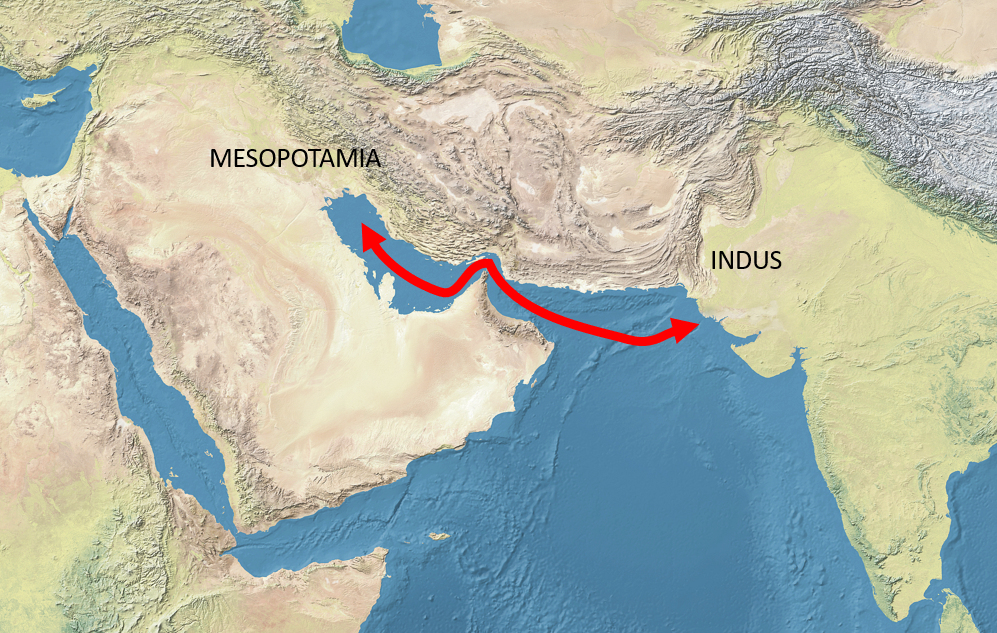
A régészeti felfedezések arra utalnak, hogy a Kr. e 3. évezredben aktív kereskedelmi kapcsolatok voltak Mezopotámia és az Indus-völgyi civilizáció között.

Az Indus-völgyi civilizáció az indiai szubkontinens északnyugati részén elterülő bronzkori civilizáció volt Kr. e. 3300-tól Kr. e. 1300-ig; kifejlett formájában pedig Kr. e. 2600-tól kezdve. Az ókori Egyiptommal és Mezopotámiával együtt egyike volt a közel-keleti és dél-ázsiai három korai civilizációnak, és a három közül kb. 1,25 millió km²-rel a legkiterjedtebb és a legújabb felfedezések alapján a legkorábbi is.
A civilizáció az Indus folyó, Dél-Ázsia egyik legnagyobb folyója és a mára kiszáradt Szaraszvati  és mellékfolyói mentén jött létre.
Kizárólag régészeti emlékek alapján ismert. Az egyik lelőhelyéről Harappa-civilizációnak is nevezik.
Nagy valószínűséggel a mezopotámiai leletekben szereplő Meluhha az Indus-völgyi civilizáció területét jelentette, és a sumerek meluhhaitáknak nevezték őket.

## Elhelyezkedése, főbb városai
A civilizáció az Indus, a Szaraszvati és a mellékfolyóik mentén alakult ki. 
A 21. század elejéig 1056 település nyomát találták meg, amelyek közül kilencvenhatot tártak fel.
Legfontosabb városai: Harappa, Mohendzsodáro, Mehrgarh, Csanhu-Dáró, Amri, Ganweriwala , Kálibangan , Dholavira , Rakhigarhi és a kikötőváros Lothál voltak.

## Története

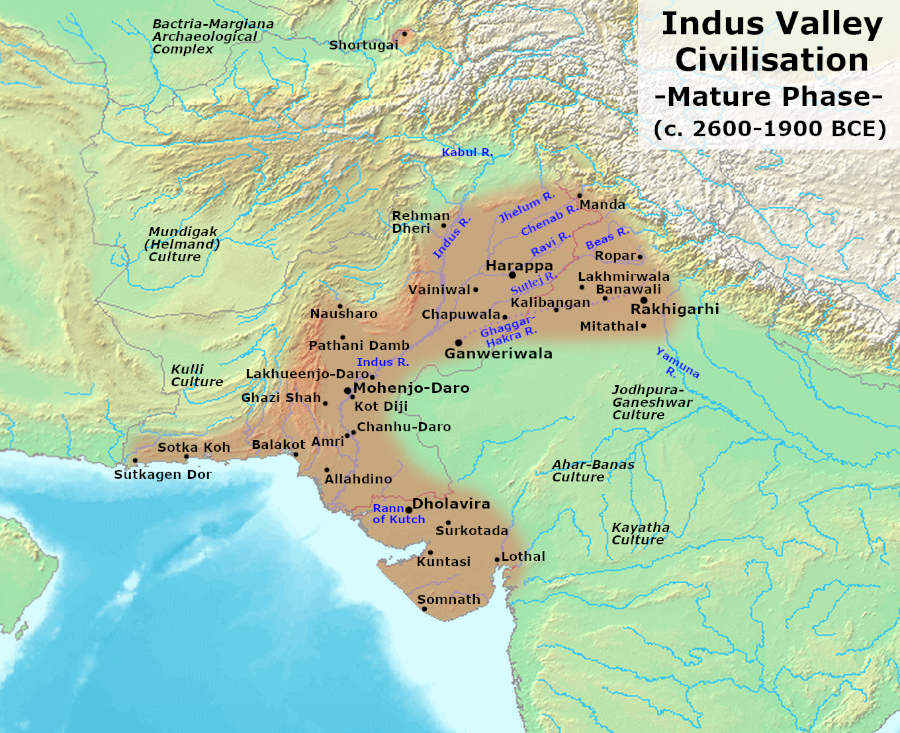
Az Indus-völgyi civilizáció főbb települései Kr. e. 2600-1900 között

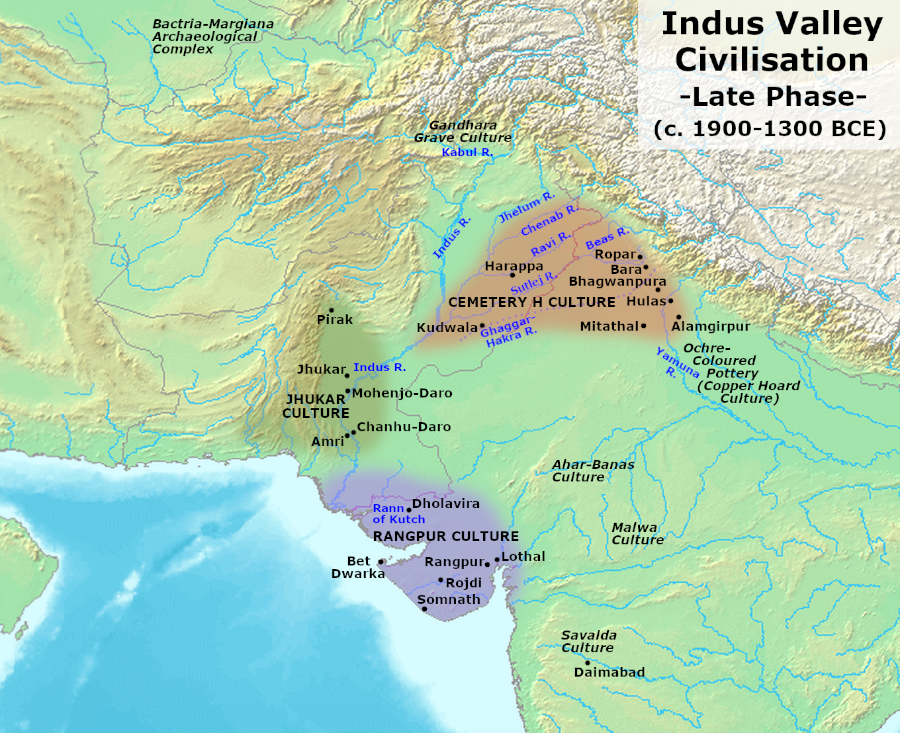
Az Indus-völgyi kultúrák és főbb települések Kr. e. 1900-1300 között

Az Indus-völgyi civilizáció történetéről nem állnak rendelkezésre írásos források. A régészeti leletek tanúsága szerint az i. e. 4. évezred folyamán az őslakosság településein megjelentek a nyugati és déli irányból érkező bevándorlók. Ezek már földművelő népek voltak, és ismerték a fémmegmunkálást. A leletanyag nem utal arra, hogy hódítók lettek volna, sokkal inkább a békés egymás mellett élésre való berendezkedés látható.
Az Indus-völgyi népek keleti és nyugati irányban egyaránt kereskedtek, és aktív részesei voltak a Perzsa-öbölben zajló tengeri kereskedelemnek. Városaik a mezőgazdasági termelésnek köszönhetően jómódban éltek, nélkülöztek viszont egy sor értékes nyersanyagot, így fát, követ, és a rézércet, valamint a fényűzési cikkek legfőbb anyagait, köztük az aranyat is. Mindez arra ösztönözte a térség lakóit, hogy felélénkítsék a keleti irányú kereskedelmet, ami akkoriban már több ezer éve zajlott. A kereskedelmi útvonalak mentén hatalmas városok nőttek ki a földből, az Iráni-fennsíktól egészen az iráni-indiai határig, ahonnan az úttörő szerepet vállaló közösségek idővel áttelepültek magába az Indus völgyébe, hogy ott tekintélyes méretű, mégis békés civilizációt hozzanak létre.
Az i. e. 3. évezred közepére fejlett városi civilizáció alakult ki a térségben, amely kereskedelmi kapcsolatban állt Mezopotámiával, és ellenőrzése alatt tartotta Magan-civilizáció (a mai Omán és térsége), valamint a Perzsa-öböl kereskedelmét. A mezopotámiai leletekben szereplő Meluhha név nagy valószínűséggel a Harappa-kultúrára utal. A térségben meluhhai lerakatok is működtek, és számos indiai pecsételő, valamint igazgyöngy került elő.
I. e. 1800 táján elvándorlás kezdődött, amivel párhuzamosan a Gangesz mentén megjelentek a civilizáció első csírái. Az Indus-völgyben fokozatosan hanyatlásnak indult a városi kultúra, aminek oka egyes feltételezések szerint a klímaváltozás volt. A korábban döntőnek tartott árja bevándorlás már egy pusztulófélben levő civilizációt érintett – igaz, eltűnését valószínűleg meggyorsította, erre utal például az, hogy Harappában ebben az időszakban erődítményeket emeltek.

## Kultúrája

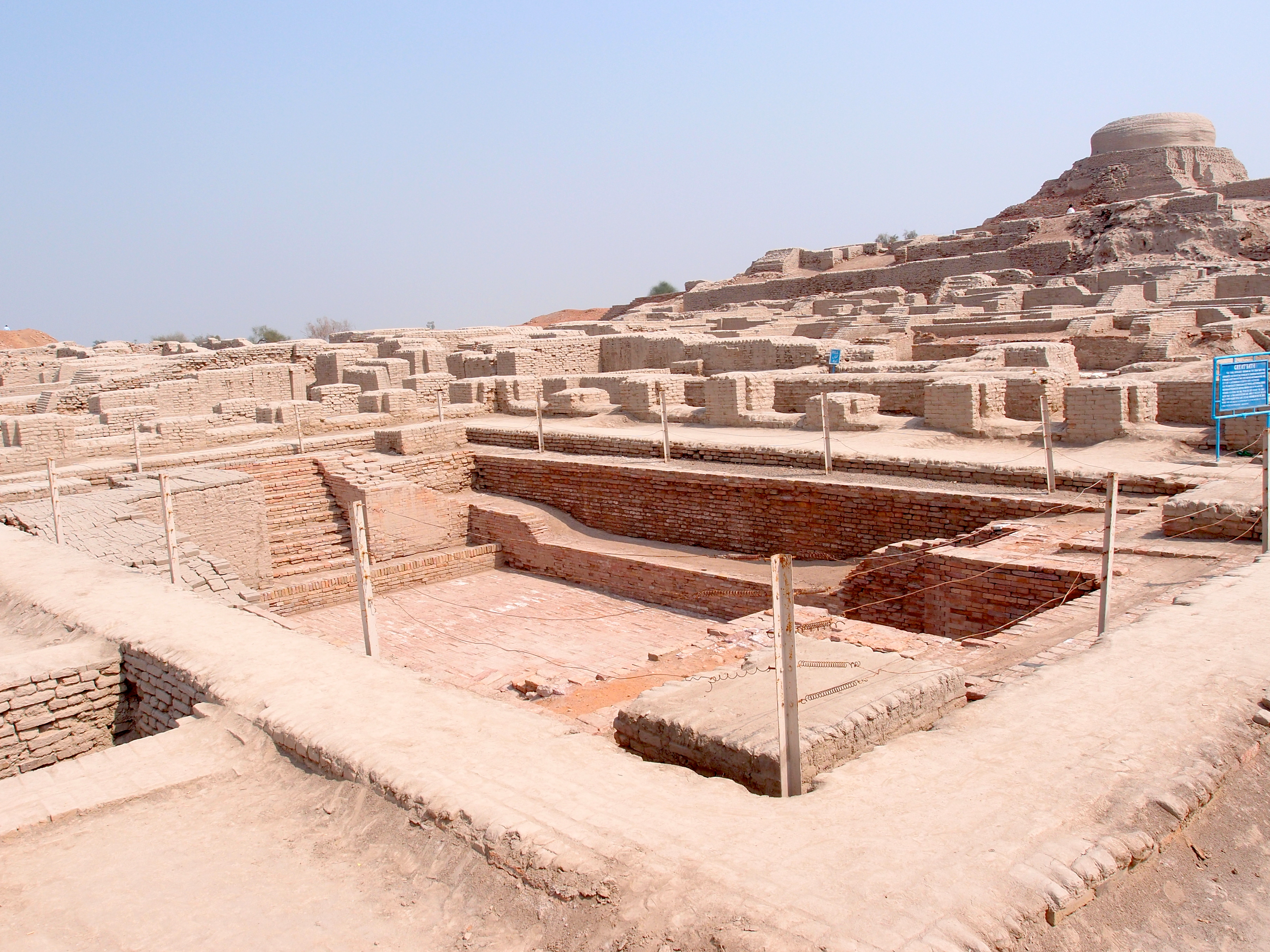
Mohendzsodáro romjai

A Harappa-kultúra ismerte az írást. Számos lelet is ránk maradt, azonban a szótagírással lejegyzett nyelvet máig sem sikerült megfejtenünk. A térség városaiban nemcsak az írás, hanem a súly- és mértékrendszer is közös volt, elképzelhető hát, hogy közös irányítás alatt álltak.
Az Indus völgyének városai alapvetően két részből álltak: a falakkal körülvett, magaslatra épült citadellából, valamint az alsóvárosi részből. A kettőt legalább egy felvonulási út kötötte össze. A fellegvárban voltak a könnyen megközelíthető, kiváló szellőzésű raktárak, olykor víztározók is. Az alsóváros utcái derékszögben metszették egymást, a jó minőségű, égetett téglából készült házak zöme pedig legalább egy emeletes volt. Ebben a korban már kiváló csatornázottság volt jellemző, és a legtöbb házban volt fürdőszoba és mellékhelyiség.
Több égetőkemencét és nagy, templomként azonosítható épületet is sikerült feltárni, azonban a vallásról csak találgatásokba bocsátkozhatunk. Valószínűleg kezdetben a termékenységet szimbolizáló istenanya volt a kultusz középpontjában, később megjelenhetett a teremtő férfiisten, és az őt szimbolizáló lingamok. A szent számokat már ekkoriban külön jelekkel szimbolizálták. Egyes ábrázolásokon már szent állatok és más istenalakok is felbukkannak (ilyen a proto-Brahmanként azonosított bivaly, vagy a két irányból ábrázolt arcú proto-Siva).
A Harappa-kultúra tárgyi emlékei közül kiemelkedő fontosságúak a valószínűleg adminisztratív célokra használt pecsételők, a megmunkált gyöngyök és a sok terrakotta szobor.
Az Indus-völgyi kultúra írása használati tárgyakon: edényeken, pecsétnyomókon maradt ránk. Képszerű szójeleket alkalmazott. Az írás még nincs megfejtve.

## Gazdasága
Az Indus-völgyi civilizáció alapja az Indus öt mellékfolyója által elárasztott terület, ahol búzát, árpát, szezámmagot, hüvelyeseket, datolyát, dinnyét és gyapotot termesztettek. Tartottak juhot, kecskét, disznót, bivalyt, zebut, egyesek szerint elefántot is. Az ipar és a kereskedelem is fejlett volt. Gyapot- és gyapjúszövetet, kézműves termékeket és ékszereket is gyártottak és adtak el. Híresek a kövekből és máz nélküli agyagból kiégetett (terrakotta) gyöngyeik, karpereceik. A hiányzó nyersanyagokat már a fejlettség korai időszakában 500–800 km távolságból szállíthatták Harappába. Ábrázolások szerint a kereskedelem ökör- vagy bikavontatta szekereken vagy hajókon zajlott. A kereskedőknek saját pecsétnyomója volt, ezzel azonosították az árukat. Súlymértékeik elértek Mezopotámiába és Egyiptomba. Kovácsaik olyan fúrófejeket készítettek, amivel még a drágaköveket is átfúrták.

## Érdekesség
Az ember történelmének legrégebbi, élő emberen sikeresen végrehajtott fogfúrás bizonyítékának felfedezését Mehrgarhban találták az újkőkorszakból (i. e. 9000 – i. e. 5500).
2000-ben Lothaltól délre, a cambayi (khambhati) öbölben, 20-40 méter mélyen, kb. 20 km-re a jelenlegi tengerparttól egy elsüllyedt város romjait fedezték fel. Az egykor kiterjedt város mintegy 8 km hosszú és 3 km széles volt. Korát a Harappa-kultúránál jóval régebbire, több mint 9 ezer évesre becsülik.
„A legtöbb civilizáció jellegzetessége egy uralkodó elit jelenléte: paloták, gazdag sírok, luxustermékek, propaganda, mint monumentális feliratok, uralkodók szobrai vagy reliefjei. Megdöbbentő módon mindez hiányzik az Indus civilizációban. Ez felveti a kérdést, miképp szerveződött az Indus kultúra, voltak-e uralkodók, és ha igen, akkor hogyan maradtak nyomaik észrevétlenek. Egy másik meglepő vonatkozása az Indus civilizációnak a konfliktusok hiánya. Bár a városokat masszív falak vették körül, azok valószínűleg az áradások ellen védték a városokat, és nem ellenségektől. A falak és a kapuk egyben ellenőrzési helyek is lehettek a kereskedelem lebonyolításában, és talán a lakosokra benyomást is igyekeztek gyakorolni. Fegyverek nem voltak, a civilizáció fénykorában semmi jele erőszakos pusztításnak. Egy egészen békés civilizáció abnormálisnak tűnik a világtörténelemben.” 

## Kronológia
- i.e 6000 Első földművelő falvak Baluchistanban
- i.e 5500 A gyapot háziasítása
- i.e 4000 Földművelők telepednek meg az Indus völgyében
- i.e 4000A réz felhasználásának kezdete
- i.e 4000 A zebu háziasítása
- i.e 3500 A fazekaskorong használatának kezdete
- i.e 3000 A városfejlődés kezdete
- i.e 2600 Az indus civilizáció felemelkedése. Várostervezés, csatornázás
- i.e 2350 Sumer írásos emlékek az Indus civilizációval való kereskedelemmel kapcsolatban
- i.e 2000 A bronz használatának kezdete
- i.e 1900 A Sarasvati folyó elkezd apadni és később kiszárad (föld alatti vízfolyás lesz)
- i.e 1800 Az indus civilizáció hanyatlik, és városait elhagyják a lakosok

(forrás: John Haywood: The Penguin Historical Atlas of Ancient Civilizations, (Penguin books 2005 16. old.)